# Nedeljković
Nedeljković je priimek več oseb:
- Mihailo Nedeljković, general
- Milan Nedeljković, astronom in meteorolog
- Radisav Nedeljković, general